# 太田雅友
太田 雅友（おおた まさとも、1976年2月26日 - ）は、日本のアーティスト、作曲家、編曲家、音楽プロデューサー、ギタリスト、音響システムプランナー。愛知県名古屋市出身。愛知工業大学電子工学科卒業。株式会社ファースト・コールミュージック代表。

## 概要
幼少期から父親の影響で音楽とオーディオにハマり、中学時代にはスピーカーやアンプなどを自作し始め、アマチュア無線の免許を取得するなど電子工作に夢中になる。
高校に入ってからはプログラミングを独学し、インターネットの無い時代からパソコン通信にて
フリーソフトウェアを数多く発表。スピーカー設計支援システムなど雑誌等に多数掲載される。
同時期にギターも始め、独学で作曲と音楽理論の勉強を始める。
大学在学中は、音楽活動に没頭しつつ、音響機器の電子回路研究を行い、
卒業後は在学中からインターンシップで参加していたIT企業に就職。
物流などの大規模なシステム開発とネットワーク構築を多数手掛けたが、
2003年に長年の夢であった音楽活動の時間を確保するために退職しフリーランスへ。
その後は音楽活動と並行して、レコーディグスタジオなど音響設備のプランニングやシステム構築を手掛け、
2005年 愛知万博 瀬戸日本館ではサラウンドシステムと３６０度映像スクリーンのシステム構築を担当。
2009年 株式会社FirstCallMusicを設立。音楽制作と作曲家の育成およびマネージメントや著作権管理などを開始。
後進の育成にも努めている。

2013年、東京リベンジャーズのマイキー役などで知られる声優 林勇とのユニットSCREEN modeを結成。TVアニメ『ぎんぎつね』EDテーマ「月光STORY」でLantisよりデビュー。

特撮「ウルトラマンデッカー」アニメ「食戟のソーマ」「黒子のバスケ」「文豪ストレイドッグス」など
数多くの主題歌を務めるなど、話題作に参加。
作曲家としても積極的に活動しており、
「天童よしみ」や「Kis-My-Ft.2」など幅広いアーティストに楽曲提供している。

2019年 代官山に日本ではまだ前例の少ない音楽制作に特化したDolbyAtmos対応のレコーディングスタジオを先駆けて設立。
テクノロジーとクリエイティヴを融合した先鋭的な空間オーディオコンテンツの制作を行っており、
声優「麻倉もも」のアルバム「Apiacere」を全曲空間オーディオで制作し大きな話題となるなど、
空間オーディオや立体音響の分野において、国内でも最先端かつ有数の実績を誇る。

日本音楽著作権協会 正会員
日本作編曲家協会 正会員
日本音楽作家協会 正会員
演奏家権利処理合同機構（MPN）会員
日本音楽作家団体協議会(FCA)著作権対策委員

## 音楽

### テレビアニメ
- 俺の彼女と幼なじみが修羅場すぎる [3]（2013年）
- 美少年探偵団（2021年）
- Extreme Hearts（2022年）

## 楽曲提供
- 田村ゆかり
  - 恋歌姫（作詞・作曲・編曲）
  - 空の向こう側に（作詞・作曲・編曲）
  - Sugar Time Trip（作曲・編曲）
  - Snow Bird（作詞・作曲・編曲）
  - 恋歌姫 〜蜜月夜バージョン〜（作詞・作曲・編曲）
  - Honey Moon（作詞・作曲・編曲）
  - Little Wish 〜lyrical step〜（作曲・編曲）
  - 永遠（作詞・作曲・編曲）
  - Ever-Never-Land（作曲・編曲）
  - Little Wish 〜first step〜（作曲・編曲）
  - candy smile（作曲・編曲）
  - Spiritual Garden（作曲・編曲）
  - Amazing Kiss（作曲・編曲）
  - Cursed Lily（作曲・編曲）
  - fancy baby doll（作曲・編曲）
  - 優しい夜に。（作曲・編曲）
  - 童話迷宮（作曲・編曲）
  - プレゼント（作曲・編曲）
  - 星空のSpica（作曲・編曲）
  - Beautiful Amulet（作曲・編曲）
  - 虹色バルーン（作曲・編曲）
  - Overture 〜Secret new moon〜（作曲・編曲）
  - Swing Heart（作曲・編曲）
  - Interlude 〜moonlight flower〜（作曲・編曲）
  - チェルシーガール（作曲・編曲）
  - 恋は波のように（作曲・編曲）
  - Finale 〜Sweet full moon〜（作曲・編曲）
  - mon chéri（作曲・編曲 ※おおたまさとも名義）
  - めろ〜んのテーマ 〜ゆかり王国国歌〜（作曲 ※おおたまさとも名義）
  - バンビーノ・バンビーナ（作曲・編曲）
  - 100 CARAT HEART（作曲・編曲）
  - Tomorrow（編曲）
  - 恋のタイムマシン（作曲・編曲）
  - 恋のアゲハ（作曲・編曲）
  - エトランゼ（作曲・編曲）
  - Tomorrow（Crown edit）（編曲）
  - 嘆きの丘（作曲・編曲）
  - Cherry Kiss（作曲・編曲）
  - ひとひらの恋（作曲・編曲）
  - 星降る夢で逢いましょう（作曲・編曲）
  - †メタウサ姫〜黒ゆかり王国ミサ〜†（作曲・編曲 ※おおたまさとも名義）
  - 星屑スパイラル（作曲・編曲）
  - Super Special Smiling Shy girl（作曲・編曲）
  - My wish My love（作曲・編曲）
  - Tiny Rainbow（作曲・編曲）
  - 満月のセンシビリティー（作曲・編曲）
  - おしえて A to Z（作曲・編曲）
  - 裸足のプリンセス（作曲・編曲）
  - 涙のループ（作曲・編曲）
  - Heavenly Stars（作曲・編曲）
  - Gratitude（作曲・編曲）
  - Love Sick（作曲・編曲）
  - 神聖炉（作曲・編曲）
  - レゾンデートルの鍵（作曲・編曲）
  - 恋におちたペインター（作曲・編曲）
  - Goody & Happy（作曲・編曲）
  - LOVE ME NOW!（作曲・編曲）
  - プラチナLover's Day（作曲・編曲）
  - この指とまれ（作曲・編曲）
  - floral blue（作曲・編曲）
  - めろ〜ん音頭 〜Festival of Kingdom〜（作曲・編曲 ※おおたまさとも名義）
  - 流れ星ジェニー（作詞・編曲）
  - Endless Story（作曲・編曲）
  - Rainy Rainy Sunday（作曲・編曲）
  - アイ マイ ボーダー（作曲・編曲）
  - 真新しいカレンダー（作曲・編曲）
  - 雨音はモノクローム（作曲）
  - トラウマの耳たぶ（作曲・編曲）
  - 滑空の果てのイノセント（作曲・編曲）
  - if（作曲・編曲(編曲はEFFYとの共作)）
  - Sympathy of Love（作曲・編曲）
  - チアガール in my heart（作曲・編曲）
  - 好き…でもリベンジ（作曲・編曲）
  - ときめきフォーリンラブ（作詞・作曲・編曲(編曲はEFFYとの共作)）
  - 微笑みのプルマージュ（作曲・編曲）
  - 君とLOVE（作曲・編曲(編曲はEFFYとの共作)）
  - 咲かせて乙女（作曲・編曲）
  - 夢色ラビリンス（作曲・編曲(編曲はEFFYとの共作)）
  - パーティは終わらない（作曲・編曲）
  - W:Wonder tale（作曲・編曲）
  - Fantastic future（作曲・編曲）
- 芹澤優
  - Voice for YOU!（作曲、編曲）
  - Kiss! Kiss! Kiss!（作曲）
  - ドラマチックレイディオ（作曲）
  - WAGA-MA-MA-MAGIC（作曲、編曲）
  - Imaginary（作曲）
  - 片思いExpansion（作曲、編曲）
  - PRINCESS POLICY（作曲、編曲）
  - お願いWeekend（作曲）
  - ハウ?トゥ!パーティー☆（作曲）
  - 今夜も月がきれい（作曲）
  - No Regulation（作曲、編曲）
  - パラレルスターズ（作曲）
- 藤弥美里
  - I'm in Love（作曲・編曲）
  - 最高の贈り物（作曲・編曲）
- Love,Fate,Love
  - 100% Smile Juice（作曲・編曲）
  - Dfollow you ...（作曲・編曲）
  - DREAM COME TRUE 〜夢の途中〜（作曲・編曲）
  - 気まぐれロマンス（作曲・編曲）
- 弓原七海
  - Romantic Chaser（作曲・編曲）
- 新谷良子
  - 恋の構造（作曲）
  - 恋の構造（青春エレクトロパンクMIX）（作曲）
- 佐藤ひろ美
  - 時代の無双花（作曲）
  - VIOLETA（作曲・編曲）
- 最終試験くじら
  - ウシロスガタ（作曲・編曲）
  - 飛べない鳥（作曲・編曲）
- UYAMUYA
  - UYA-MUYA HEAVEN（編曲）
- 神田朱未
  - 素顔でFly to you 〜Bitter Ver.〜（作曲）
- 後藤沙緒里
  - Lip-Trip（作曲・編曲）
- SoltyRei キャラクター&ラジオテーマCD 〜ソルティ×ローズ〜
  - Happy Hopper（作曲）
- クローバー
  - メタモルフレンズ（作曲・編曲）
- 下川みくに
  - 遠い星（作曲・編曲）
- School Days VOCAL ALBUM
  - Let me Love you（作曲）
- School Days Ending Theme+
  - Let me Love you -remix ver.- （作曲）
- ルーンエンジェル隊
  - 宇宙で恋は☆るるんルーン（作曲）
- 稲村優奈、新谷良子
  - はじまりのキラキラボシ（作曲・編曲）
- rino
  - 七色パレット（作曲・編曲）
- D.C.II P.S. 〜ダ・カーポII〜 プラスシチュエーション ボーカルアルバム
  - 1sec.（作曲・編曲）
- 水夏A.S+ Eternal Name
  - 未完成の物語（作曲・編曲）
- Kis-My-Ft2
  - Good-bye, Thank you（作曲・編曲）
- Fm.θ
  - もうひとつのバースディ（作曲・編曲）
- 南里侑香
  - イノセント（作曲・編曲）
- がくえんゆーとぴあ まなびストレート! オリジナルサウンドトラック 聖桜生徒会 アンサンブル II（堀江由衣、野中藍）
  - ち・ぐ・は・ぐ（作曲・編曲）
- 白石涼子
  - イジワルな唇（編曲）
- 中川翔子
  - つよがり（編曲）
- 今井翼
  - Loving tonight（作詞・作曲・編曲）
- 千賀健永
  - Exit（作曲）
- 栗林みな実 、 橋本みゆき 、 飛蘭 、美郷あき、yozuca*
  - すーぱー☆あふぇくしょん（作曲・編曲）
- 門脇舞以 、 高本めぐみ 、 井ノ上ナオミ
  - GO!GO!マイスターズ!（作曲・編曲）
- 沢城みゆき
  - Sweet Flavor（作曲・編曲）
- 矢作紗友里 、 猪口有佳
  - スキだからGA・BU・RI（作曲・編曲）
- Cluster'S
  - 空に行けば君がいる（作曲・編曲）
- 小清水亜美
  - 涙色のダイアリー（作曲・編曲）
  - ぽかぽかぺこぺこ（作曲・編曲）
- 吉住梢 、 桑谷夏子
  - ほほえみください（作曲・編曲）
- たかはし智秋 、 三五美奈子
  - ムギュムギュッLOVERS（作曲・編曲）
- 自らを演出する乙女の会
  - Girlish Lover（作曲）
- 三森すずこ
  - 会いたいよ...会いたいよ!（作曲・編曲）
  - サマーバケーション（vocal direction、※作編曲はEFFYが担当。）
  - 夢見る!信じる!未来叶えて!（作曲）
  - シャイニーアップ!（作曲）
- 相羽あいな
  - 夢のヒカリ君のミライ（作曲・編曲）

## ラジオ
- SCREEN mode 魂（ランティスウェブラジオ→LINE LIVE：2015年7月17日 - ）[4]
- SCREEN mode  SOUL on the radio（東海ラジオ：2017年1月2日 - ）[5]